# Napokon sreća (televizijska serija)
Napokon sreća (tal. È arrivata la felicità) talijanska je televizijska serija u produkciji Publispeija i suradnji s Rai Fictionom, emitirana od 8. listopada 2015. do 29. travnja 2018. na Rai 1, zbog niske gledanosti koja je bila izrazito ispod očekivanja, otkazuje se nakon druge sezone
U Hrvatskoj prikazuje se na HTV 2 programu od 30. travnja 2021. do 21. listopada 2021.

## Radnja
Angelica Camilli, udovica i majka blizanaca, zaljubljuje se u Orlanda Mielija, arhitekta kojeg je supruga ostavila samog s dvoje tinejdžera. Između uspona i padova ljubavi i života, par pokušava pronaći svoju ravnotežu i sreću.

## Sezone
| Sezona | Epizode | Talijanska premijera | Hrvtska premijera |
| ------ | ------- | -------------------- | ----------------- |
| 1      | 24      | 8. listopada 2015.   | 30. travnja 2021. |
| 2      | 24      | 20. veljače 2018.    | 20. rujna 2021.   |

## Glumačka postava
- Claudio Santamaria kao Orlando Mieli, arhitekt koji zajedno sa svojim mlađim bratom Pietrom posjeduje studio u Rimu. Iz braka s bivšom suprugom Claudijom ima dvoje djece, Umberta i Pigija. Roditelji su mu Guido i Anna.
- Claudia Pandolfi kao Angelica Camilli, udovica s dvije kćeri blizanke. Vlasnica je knjižare ujedno igraonice, otvorene nakon smrti supruga, koju vodi s najboljom prijateljicom Francescom. Roditelji su joj Giuseppe i Giovanna, a ima i mlađu sestru Valeriju.
- Alessandro Roja kao Pietro Mieli, Orlandov mlađi brat, radi s njim u studiju. Zaručen je za Cristinu 11 godina.
- Myriam Catania kao Cristiana De Bardi, Pietrova zaručnica i odvjetnik.
- Caterina Murino kao Claudia Medda, Orlandova bivša supruga i majka Umberta i Pigija, ostavlja ga zbog njemačkog ljubavnika Gustava koji se seli u Hamburg. Predaje književnost na sveučilištu.
- Federica De Cola kao Rita Nardelli, zaštitarka, homoseksualka i zaručena za Valeriju.
- Giulia Bevilacqua kao Valeria Camilli, Angeličina mlađa sestra. Ona je homoseksualka i zaručena za Ritu, zaštitarku. Radi u pošti i očekuje dijete koje je dobila s umjetnom oplodnjom.
- Lunetta Savino kao Giovanna Fabbri, majka Angelice i Valerije, vlasnica poznate slastičarnice Camilli. Udana je za Giuseppea.
- Ninetto Davoli kao Giuseppe Camilli, otac Angelice i Valerije i Giovannin suprug. S njom vodi slastičarnicu Camilli.
- Paolo Mazzarelli kao Vittorio Raimondi, Angeličin dečko, njegova obitelj posjeduje brodogradilište.
- Ettore Bassi kao Gianluca Tornante, Angeličin pokojni suprug, Laurin i Bein otac, povremeno se pojavljuju u vizijama njegove supruge kako bi joj pomogao. Umro je kad su mu kćeri imale 9 godina.
- Giorgia Berti kao Beatrice "Bea" Tornante, kći Angelice i Gianluce, Laurine blizanke, vrlo je lijena, lukava i površna tinejdžerica, nepažljiva prema problemima drugih. Pohađa 4. razred srednje škole i ima 17 godina.
- Greta Berti kao Laura Tornante, Beatriceina blizanka, vrlo osjetljiva i inteligentna. Pohađa 4. razred srednje škole i ima 17 godina.
- Andrea Lintozzi Senneca kao Umberto Mieli, najstariji sin Orlanda i Claudije. Ima 16 godina i pohađa 3. razred srednje škole, a mlađi brat mu se zove Pigi.
- Francesco Mura kao Pierluigi "Piggi" Mieli, mlađi sin Orlanda i Claudije. Ima 8 godina i pohađa treći razred osnovne škole.
- Simona Tabasco kao Annunziata "Nunzia" Esposito, napuljska kozmetičarka koja traži posao, Pietro ju zaposli kao tajnicu.
- Tezeta Abraham kao Francesca Scuccimarra, Angeličina najbolja prijateljica, vodi knjižaru s njom.
- Edwige Fenech kao Anna Mieli, majka Orlanda i Pietra, Guidova supruga. Ima francusko podrijetlo i vodi udrugu sa svojim mužem.
- Massimo Wertmüller kao Guido Mieli, otac Orlanda i Pietra i Annin muž. S njom vodi pro-bono udrugu za integraciju manjina u društvo.
- Antonio Randazzo kao računovođa Giorgio Franchetti, računovođa i tajnik Studija Mieli. Unajmili su ga Orlando i Pietro da zamijeni Nunziju.
- Lorenza Indovina kao Sabaudia, kuharica Guidovog restorana. Razvedena je s četvero djece: troje prirodnih i jedno posvojeno. Započela je ljubavnu vezu s Guidom.
- Primo Reggiani kao Luca, on je Ritin prvi i jedini muški dečko, poznat u srednjoj školi. Fotograf je i nakon prekida se seli u Rim iz Madrida. Rita je prevarila Valeriju s njim.
- Tullio Solenghi kao Antongiulio Martelli, Giovannin ljubavnik. Međutim, ona se odluči vratiti suprugu, a on odlazi u Pariz.
- Rosanna Banfi kao Rosa, Ritina majka.
- Valeria Fiore kao Clelia, šefica Rite i Valerije.

## Web serije
Kao inicijativa od strane Rai, Napokon sreća je također uključena u projekt RAY, koji uključuje stvaranje kolateralnog sadržaja seriji. Naime, 2015. godine napravljene su dvije spin-off web serije koje se sastoje od 10 epizoda od kojih svaka traje oko 5 minuta: Come sopravvivere ad una sorella strxxxa i Come diventare popolari a scuola.

## Vanjske poveznice
- Napokon sreća u internetskoj bazi filmova IMDb-a